# Kanton Vimoutiers
Vimoutiers is een kanton van het Franse departement Orne. Het kanton maakte deel uit van het arrondissement Argentan, maar werd op 1 januari 2017 overgeheveld naar het arrondissement Mortagne-au-Perche, bij toepassing van het arrest van 20 december 2016.

## Gemeenten
Het kanton Vimoutiers omvatte tot 2014 de volgende gemeenten:
- Aubry-le-Panthou
- Avernes-Saint-Gourgon
- Le Bosc-Renoult
- Camembert
- Canapville
- Les Champeaux
- Champosoult
- Crouttes
- Fresnay-le-Samson
- Guerquesalles
- Orville
- Pontchardon
- Le Renouard
- Roiville
- Saint-Aubin-de-Bonneval
- Saint-Germain-d'Aunay
- Le Sap
- Ticheville
- Vimoutiers (hoofdplaats)

Bij de herindeling van de kantons door het decreet van 25 februari 2014, met uitwerking
op 22 maart 2015 werden de 14 gemeenten van het kanton Gacé eraan toegevoegd, namelijk:
- Chaumont
- Cisai-Saint-Aubin
- Coulmer
- Croisilles
- La Fresnaie-Fayel
- Gacé
- Mardilly
- Ménil-Hubert-en-Exmes
- Neuville-sur-Touques
- Orgères
- Résenlieu
- Saint-Evroult-de-Montfort
- Le Sap-André
- La Trinité-des-Laitiers

Op 1 januari 2016 werden de gemeenten Orville en Le Sap samengevoegd tot de fusiegemeente (commune nouvelle) Sap-en-Auge.